# اوپن‌سی‌ال
اپن‌سی‌ال (به انگلیسی: OpenCL، مخفف: Open Computing Language) بستری است برای برنامه‌هایی که قرار است بر سکوهای ناهمگن با تکیه بر سی‌پی‌یوها و جی‌پی‌یوها و سایر پردازنده‌ها اجرا شوند. اپن‌سی‌ال دارای یک زبان (بر پایهٔ C99) برای نوشتن kernelها (توابعی که در دستگاه‌های OpenCL اجرا می‌شوند) به‌علاوه رابط‌های برنامه‌نویسی برای تعریف و پس از کنترل بستر استفاده شوند را دارا است. OpenCL چندپردازندگی را با استفاده از روش‌های وظیفه محور (به انگلیسی: task-based) و داده محور (به انگلیسی: data-based) پشتیبانی می‌کند.
اپن‌سی‌ال توسط هر دو شرکت AMD/ATI و Nvidia پذیرفته شده‌است. در طراحی اپن‌سی‌ال، مقدار زیادی از رابط‌های پردازشی با CUDA و رقیب آن، مایکروسافت دایرکت‌کامپیوت به اشتراک گذاشته است.